# Duchesse de Carigliano
La duchesse de Carigliano est un personnage  de La Comédie humaine d'Honoré de Balzac, dont le rôle principal se situe dans La Maison du chat-qui-pelote, où elle raffole du peintre Théodore de Sommervieux.
Elle fait partie des quarante-huit personnages récurrents qui apparaissent dans Le Père Goriot et dans de nombreux romans.
Née Malin (roturière) de Gondreville (titre acquis par son père) en 1778, elle apparaît pour la première fois à l'âge de trente-six ans en 1814 dans La Maison du chat-qui-pelote, paru en 1830, où elle séduit le mari d'Augustine, le peintre Théodore de Sommervieux. Elle habite alors un splendide hôtel du faubourg Saint-Germain où elle reçoit également Victor d'Aiglemont, compagnon de débauche de Sommervieux. Son rôle est celui d'une femme expérimentée en amour, qui sait retenir un homme dans ses filets et que la malheureuse Augustine vient supplier de lui rendre son mari. Après quelques conseils condescendants sur la manière de traiter les hommes, la cruelle duchesse rend à Augustine son portrait que Théodore lui avait offert.

## Chronologie
- En 1818, dans Les Paysans, elle s'occupe du mariage du comte de Montcornet, car elle fait partie des « duchesses napoléoniennes » fort dévouées aux Bourbons, ce qui lui permet d'obtenir certaines faveurs. Une variante dans les manuscrits de Balzac la présente toutefois en 1815 comme « une femme qui avait la prétention d'appartenir au Faubourg Saint-Germain ».
- En 1819, dans Le Père Goriot, paru en 1835, dont l'action se situe vers 1819, elle assiste au bal d'adieu de la vicomtesse de Beauséant. C'est alors une des femmes les plus à la mode de Paris.
- En 1822-1823, dans Le Cabinet des Antiques, c'est dans son salon que Victurnien d'Esgrignon se fait plumer par les « Roués » les plus célèbres de Paris : Henri de Marsay, Maxime de Trailles et Eugène de Rastignac.
- En 1829, l'âge aidant, elle est devenue très « collet monté ». Dans La Peau de chagrin, elle est très liée à la comtesse Fœdora et fait partie de la coterie bonapartiste.
- En 1839, elle se retire au château de Gondreville dans Le Député d'Arcis, après la mort tragique de son neveu, Charles Keller. Elle s'occupe d'œuvres de bienfaisance et procure un emploi à la baronne Hulot d'Ervy dans La Cousine Bette. Elle est devenue dévote.

Elle apparaît aussi dans :
- Illusions perdues
- Les Employés ou la Femme supérieure

## Adaptation
Dans La Maison du chat-qui-pelote, adaptée pour la télévision en 2009, sur France 2, dans la série Contes et nouvelles du XIXe siècle, la duchesse de Carigliano est interprétée par Arielle Dombasle.